# Kudhiboli
Kudhiboli ist eine winzige Insel des Felidhu-Atolls im Süden des Inselstaates Malediven in der Lakkadivensee des Indischen Ozeans. Sie gehört zum Verwaltungsatoll Vaavu.

## Geographie
Die Insel liegt am Nordwestrand des Atolls in der Nähe von Vashugiri und Kunaavashi.

## Tourismus
Auf Kudhiboli befindet sich eine Hotelanlage (Tolarno Maldives Kunaavashi Resort).